# 舊居留地·大丸前站
舊居留地·大丸前站（日语：／ Kyūkyoryūchi-Daimarumae eki */?）是位於日本兵庫縣神戶市中央區三宮町，屬於神戶市營地下鐵海岸線的鐵道車站。車站編號是K02。

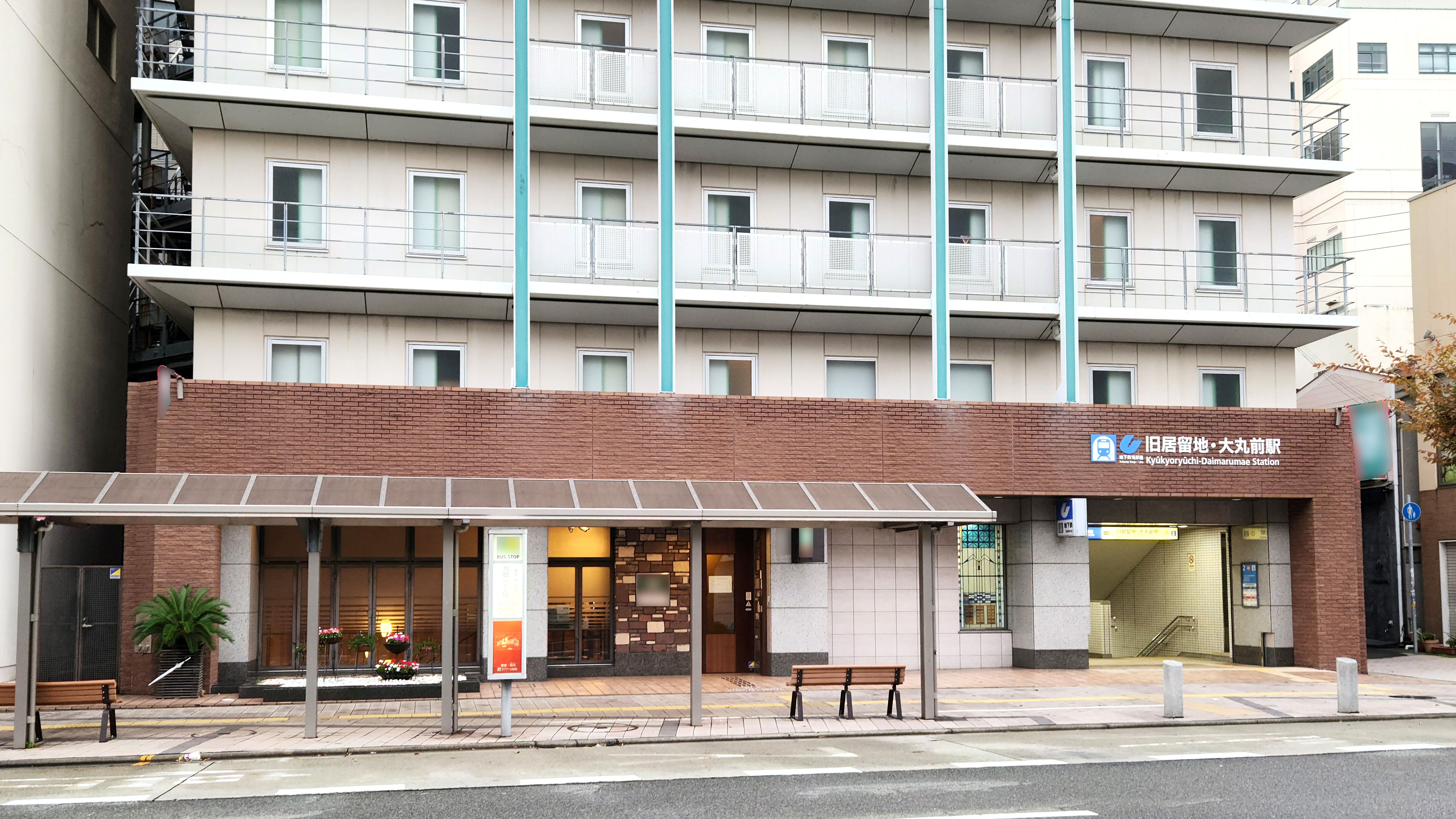
2號出入口（2023年10月）

## 歷史
- 2001年（平成13年）7月7日：與神戶市營地下鐵海岸線的三宮·花時計前站－新長田站間開通的同時開業。

## 車站構造

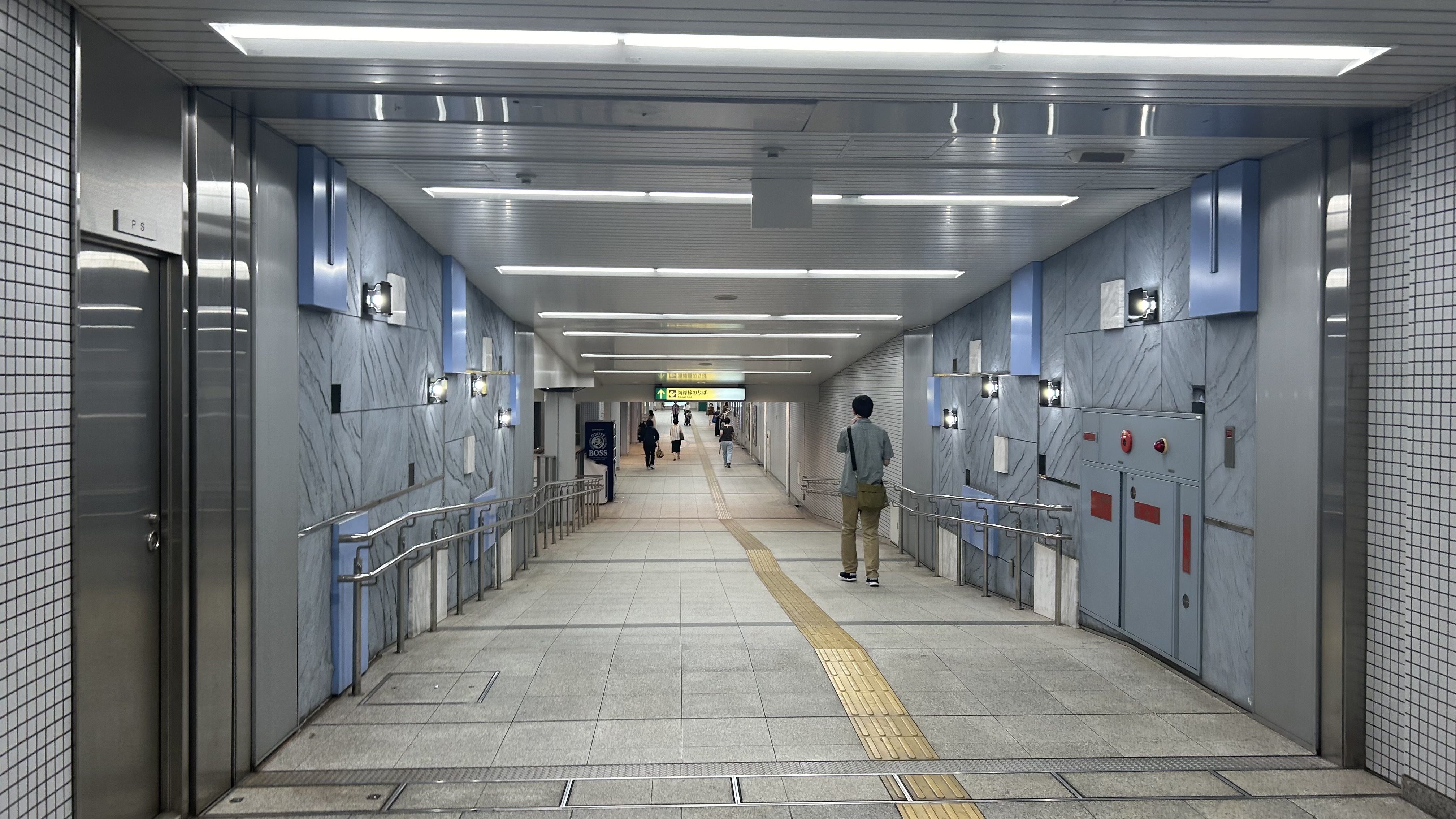
站內通道（2024年7月）

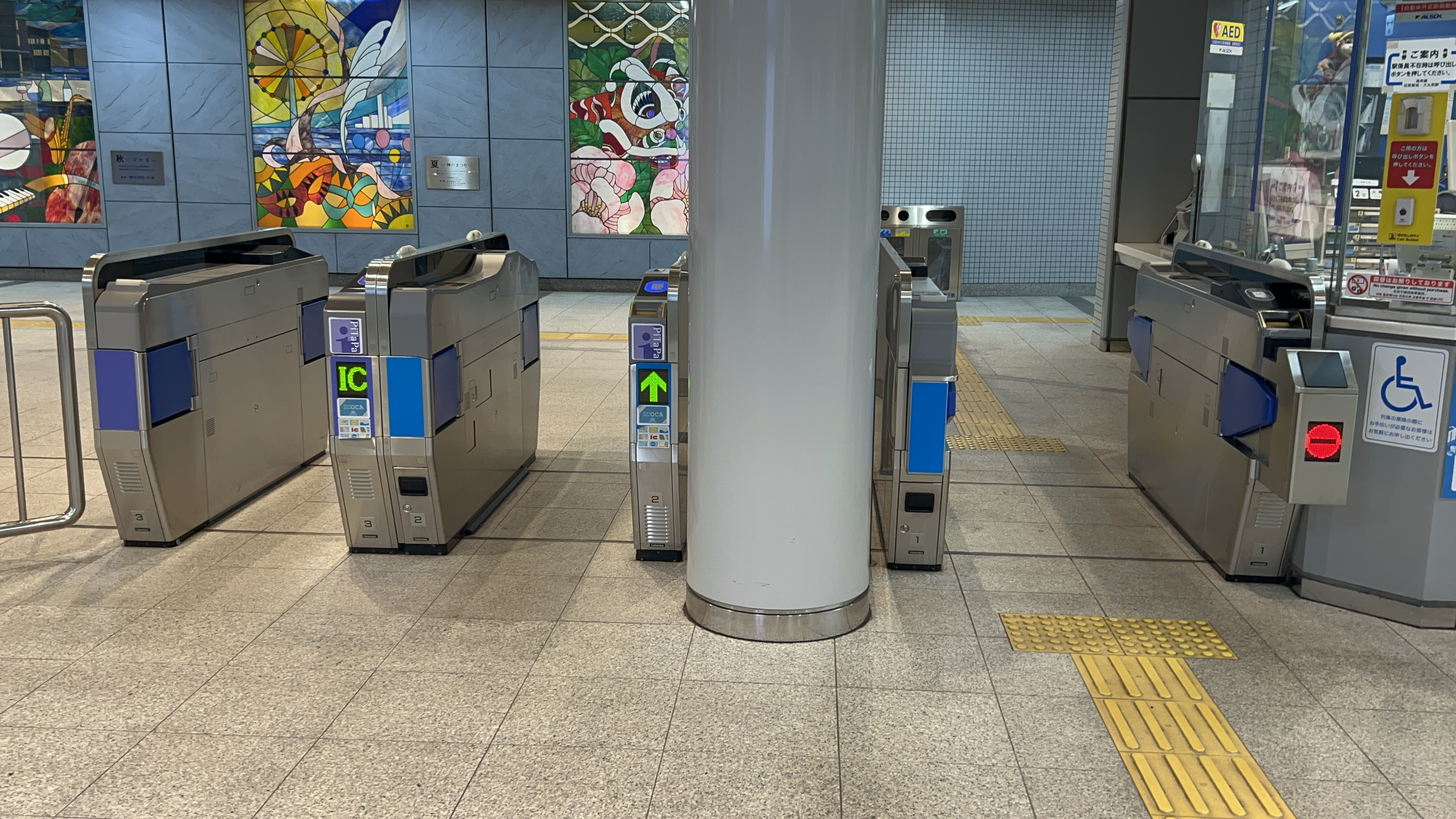
驗票口（2024年7月）

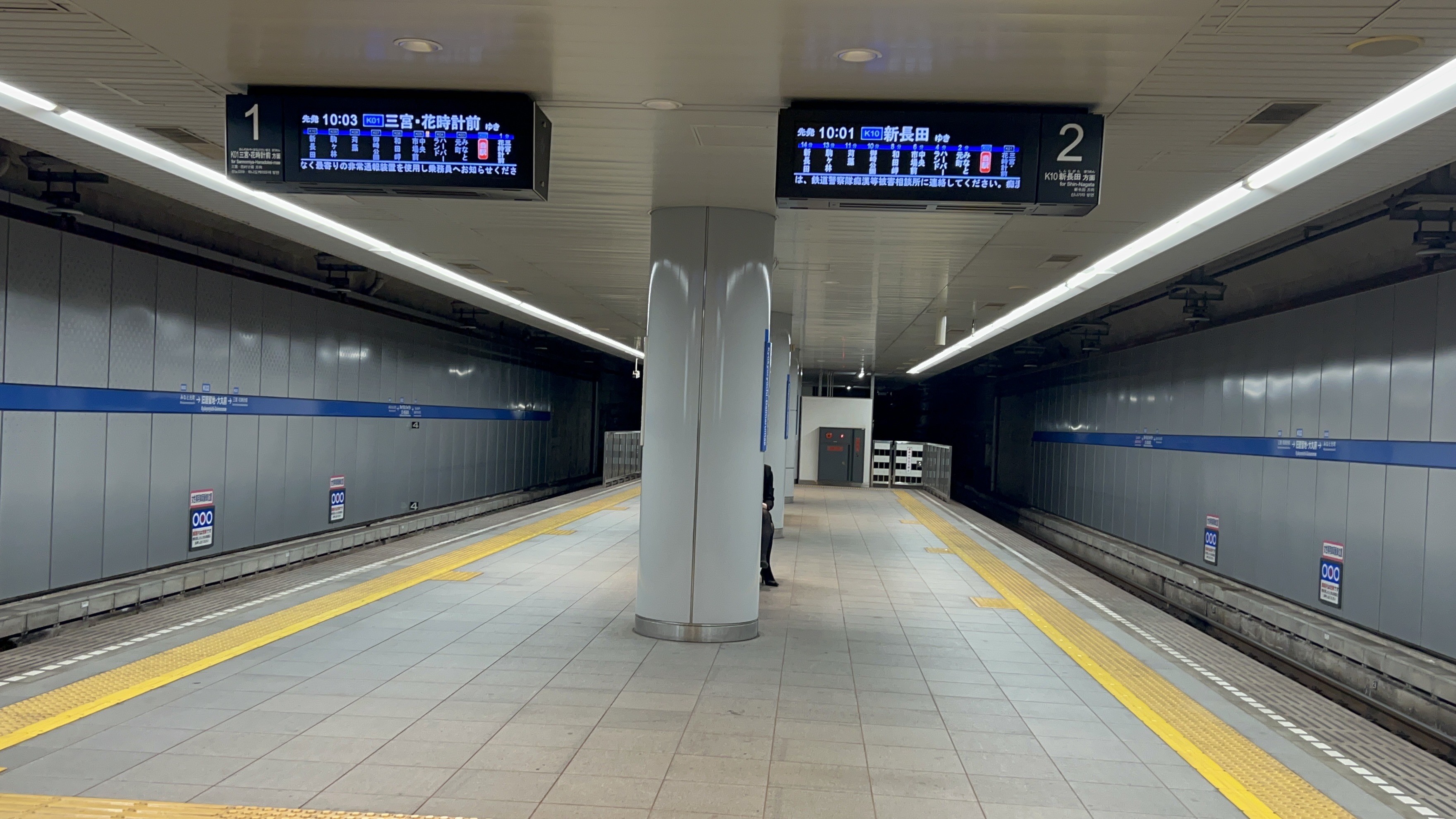
月台（2024年4月）

本站為地底車站，地下2樓是車站大廳和驗票閘口，地下3樓則是月台。此站的月台採用島式1面2線的配置。地下通道與大丸神戶店（本館）、舊居留地以及三宮站方向連接。

### 月台配置
| 月台 | 路線   | 目的地          |
| ---- | ------ | --------------- |
| 1    | 海岸線 | 往三宮·花時計前 |
| 2    | 海岸線 | 新長田方向      |

## 利用狀況
2016年度的1日平均上車人次為1,906人。開業至2006年度有上昇傾向，在此以後減少，2009年度以後開業時的上車人次下跌。
- 截至2000年度，2005年度的預測上車人次為11,772人[2]。

開業以後的1日平均上下、上車人次如下表。
| 年度               | 1日平均 上下車人次 | 1日平均 上車人次 |
| ------------------ | ------------------ | ---------------- |
| 2001年（平成13年） |                    | 2,188            |
| 2002年（平成14年） |                    | 2,081            |
| 2003年（平成15年） |                    | 2,285            |
| 2004年（平成16年） |                    | 2,303            |
| 2005年（平成17年） | 4,479              | 2,350            |
| 2006年（平成18年） |                    | 2,396            |
| 2007年（平成19年） |                    | 2,334            |
| 2008年（平成20年） |                    | 2,216            |
| 2009年（平成21年） |                    | 1,945            |
| 2010年（平成22年） |                    | 1,900            |
| 2011年（平成23年） |                    | 1,860            |
| 2012年（平成24年） |                    | 1,955            |
| 2013年（平成25年） |                    | 2,030            |
| 2014年（平成26年） |                    | 1,953            |
| 2015年（平成27年） |                    | 1,930            |
| 2016年（平成28年） |                    | 1,906            |

## 相鄰車站
神戶市營地下鐵
海岸線
三宮·花時計前（K01）－舊居留地·大丸前（K02）－港元町（K03）

## 外部連結
- 舊居留地·大丸前站 （页面存档备份，存于） - 神戶市交通局